# Marquesado de Hoyos
El marquesado de Hoyos es un título nobiliario hereditario del Reino de España que la reina Isabel II otorgó con grandeza de España el 3 de agosto de 1866 al teniente general Isidoro de Hoyos y Rubín de Celis (Boquerizo, Santander, 4 de abril de 1793-Madrid, 3 de septiembre de 1876), marqués de Zornoza, ministro de la Guerra.

## Marqueses de Hoyos
|                        | Titular                                   | Periodo                |
| Creación por Isabel II | Creación por Isabel II                    | Creación por Isabel II |
| ---------------------- | ----------------------------------------- | ---------------------- |
| I                      | Isidoro de Hoyos y Rubín de Celis         | 1866-1876              |
| II                     | Isidoro de Hoyos y de la Torre            | 1876-1900              |
| III                    | José María de Hoyos y Vinent              | 1900-1959              |
| IV                     | Alfonso de Hoyos y Sánchez-Romate         | 1959-1995              |
| V                      | María Isabel de Hoyos y Martínez de Irujo | 1995-presente          |

## Historia de los marqueses de Hoyos
- Isidoro de Hoyos y Rubín de Celis (m. 3 de septiembre de 1875), I marqués de Hoyos[2] y I marqués de Zornoza. Fue comandante general del Real Cuerpo de Guardias Alabarderos. Le fueron concedidas las grandes cruces de la Orden de Isabel la Católica en 1844 y de la Orden de Carlos III en 1864.

El 13 de diciembre de 1876, le sucedió su sobrino.
- Isidoro de Hoyos y de la Torre  (Sopeña, 14 de enero de 1838-Madrid, 8 de abril de 1900), II marqués de Hoyos,[2] II vizconde de Manzanera, político, diputado y senador.[3] Era hijo de Hipólito Manuel Cayetanno de Hoyos Rubín de Celis, hermano del primer marqués de Hoyos, y de su esposa Marcelina María de la Torre y Hortegón, casados en 1833.[3]

Contrajo matrimonio, el 27 de noviembre de 1861, con Isabel de Vinent y O'Neill, II marquesa de Vinent.  En diciembre de 1900, le sucedió su hijo.
- José María de Hoyos y Vinent (m. 1 de abril de 1959), III marqués de Hoyos,[2] III marqués de Zornoza, IV marqués de Vinent, III vizconde de Manzanera, gentilhombre grande de España con ejercicio y servidumbre del rey Alfonso XIII.

Casó con Isabel Sánchez de Hoces, XI duquesa de Almodóvar del Río, XIV marquesa de Almodóvar del Río, IX marquesa de Puebla de los Infantes, dama de la Reina Victoria Eugenia de España. En 30 de diciembre de 1961, le sucedió su hijo.
- Alfonso de Hoyos y Sánchez-Romate, IV marqués de Hoyos,[2] xii duque de Almodóvar del Río, XV marqués de Almodóvar del Río y V marqués de Vinent.

Casó con María Victoria Martínez de Irujo y Artázcoz.  En 14 de mayo de 1924, le sucedió su hija.
- María Isabel de Hoyos y Martínez de Irujo, V marquesa de Hoyos[2] y XVI marquesa de Almodóvar del Río.

Casó el 6 de septiembre de 1962 con Jaime de Carvajal y Urquijo, V marqués de Isasi.